# بوخولت
شهر بوخولت در ایالت نوردراین-وستفالن در کشور آلمان واقع شده است.